# Juan Antonio Cerezuela
Juan Antonio Cerezuela Zaplana (Cartagena, 1982) es un artista visual e investigador nacido en Cartagena (Murcia), residente actualmente en Barcelona.

## Biografía
Juan Antonio Cerezuela (1982) es un artista visual nacido en Cartagena (Murcia), establecido en Barcelona. Es Doctor en Artes Visuales e Intermedia en la Universidad Politécnica de Valencia (2014) y Lcdo. en Bellas Artes en la Universidad de Granada (2005). En su trabajo, la correlación entre lenguaje, tiempo y espacio suele estar siempre presente a través de proyectos de instalación, performance e intervenciones site specific, en los cuales elementos como el silencio, la latencia, la invisibilidad e ilegibilidad se repiten constantemente mostrando diferentes tensiones.
Ha participado en muestras colectivas en centros como el Born CCM, Centre d'Art Santa Mònica o Fabra i Coats en Barcelona, entre otros. Entre sus exposiciones individuales destacan en horas bajas (La Espronceda, 2021), Blanco y ceniza (13ESPACIOarte, Sevilla, 2021), La memoria ignífuga (Fundación Gabarrón, Murcia, 2019) y Full Blanks (CEART, Madrid, 2019). Ha recibido consecutivamente la beca artística del ICA de la Región de Murcia (2020 y 2021), y la Beca de experimentación e investigación de La Escocesa (2020). 
Entre 2019-2020 ha cursado estudios curatoriales en On Mediation (UB), desarrollando el proyecto <eye-framing=OM7> en colaboración con La Capella. Fue finalista de los Premios Ashurst Emerging Artist Prize (Londres, 2019), recibió el 1.er premio de Arte Emergente de Sabadell (2017) y el 1.er premio en la XXXI Muestra de Arte Joven La Rioja (2015). Desde 2018, es residente en el centro de creación La Escocesa.